# Erodium toussidanum
Erodium toussidanum är en näveväxtart som beskrevs av G.G. Guittonneau. Erodium toussidanum ingår i släktet skatnävor, och familjen näveväxter. Inga underarter finns listade i Catalogue of Life.